# Hope (Indiana)
Hope is een plaats (town) in de Amerikaanse staat Indiana, en valt bestuurlijk gezien onder Bartholomew County.

## Demografie
Bij de volkstelling in 2000 werd het aantal inwoners vastgesteld op 2140.
In 2006 is het aantal inwoners door het United States Census Bureau geschat op 2272, een stijging van 132 (6,2%).

## Geografie
Volgens het United States Census Bureau beslaat de plaats een oppervlakte van
2,5 km², geheel bestaande uit land. Hope ligt op ongeveer 208 m boven zeeniveau.

## Plaatsen in de nabije omgeving
De onderstaande figuur toont nabijgelegen plaatsen in een straal van 16 km rond Hope.